# ادوارد گیویلیام
ادوارد گیویلیام (انگلیسی: Edward Gwilliam؛ 7 July 1877 – ۱۹۵۴ (۷۶−۷۷ سال)) بازیکن فوتبال بود.